# 요안니스 2세
요아니스 2세 콤니노스(그리스어: Ιωάννης Β΄ Κομνηνός, 1087년 9월 13일 – 1143년 4월 8일)는 동로마 제국의 황제(재위 : 1118년 – 1143년)이다. 아버지 알렉시오스 1세 콤니노스의 뒤를 이어 제국의 방위를 안정시키고 영토를 지키기 위해 평생 노력했는데 발칸반도에서 페체네그인을 완전히 물리치고 소아시아와 중동에서도 이슬람 세력에 맞서 제국의 영토를 넓히는데 크게 일조하였으며 십자군 국가들에 대한 제국의 영향력을 확대하였다.
신앙심이 깊고 경건한 군주로 칼로야니스 (아름다운 요아니스)라는 별칭도 얻었는데 이는 실제로 그의 외모가 아름답다기보다는 그의 마음씨가 아름다웠다는 것을 의미한다.

## 생애

### 어린 시절과 즉위
요아니스는 알렉시오스 1세와 황후 이리니 두케나의 맏아들로 태어났다. 누나 안나 콤니니는 동생에 대한 기록을 별로 남기지 않아서 그의 자세한 성장에 대하여는 알 수가 없다. 당대의 역사가인 티레의 기욤은 그가 키가 작고 아주 못난 인물로 피부가 검은색으로 무어인 같았다고 묘사한다.
1118년 아버지 알렉시오스의 병세가 악화되고 후계자를 선출하는 문제가 불거졌을 때 어머니 이리니와 누나 안나는 니키포로스 브리엔니오스를 차기 황제로 점찍고 있었다. 그러나 알렉시오스는 황후와 안나 공주의 요구를 물리치고 자신의 아들 요안니스를 후계자로 정하고 죽었다. 결국 요아니스는 1118년에 황제로 즉위했는데 즉위 초기 누나와 매형이 연루된 암살 음모가 있었으나 피했다. 쿠데타를 처리하는 과정에서 요아니스는 관용을 베풀어 매형 니키포로스는 장군으로 다시 기용하고 안나는 수녀원으로 추방하는데 그쳤다.

### 제국의 방위
그의 제위 초기 제국의 서방에서는 비교적 문제가 없었다. 로마 교황과 신성 로마 제국 황제는 서로 패권다툼을 벌이고 있었고 도나우강 건너편의 쿠만족과 페체네그인도 잠잠했다. 이탈리아 남부에서도 노르만족의 아풀리아에서는 로베르토 기스카르가 죽은 이후 혼란이 계속되어 제국의 위협이 되지 못했다.
요아니스는 1119년부터 1121년 아나톨리아의 셀주크 제국으로 원정을 떠나 아나톨리아 남부에 대한 비잔티움의 지배를 다시 찾아왔다. 그러나 그해 페체네그인이 트라키아를 유린하자 군대를 서방으로 돌렸다. 요아니스는 그들에게 많은 선물을 주면서도 각 부족을 이간질시키는 한편 군사적으로도 완전히 제압하여 다시는 제국에 반기를 들지 못하게 만들었고 페체네그 족을 제국의 포이데라티로 삼고 제국 군대에 복무시켰다.
한편 베네치아 공화국과 동로마 제국은 1082년 조약을 맺고 남부 이탈리아의 노르만 족에 대항하기 위해 베네치아 함대를 빌리는 대가로 베네치아에게 통상 특권을 부여했는데 요아니스는 이 조약의 갱신을 거절했다. 1122년 베네치아 함대는 코르푸를 포위 공격하는 한편 이후 3년 동안 로도스, 키오스, 사모스, 레스보스, 안드로스 등의 섬들을 점령했다. 1126년 초 요아니스는 결국 베네치아 함대에 굴복하고 베네치아에 통상 특권을 다시 허용하였다.
또한 1128년 헝가리 왕국이 제국을 침입해와 베오그라드와 니시를 점령하였는데 요아니스는 즉각 반격에 나서 헝가리군을 몰아내고 제국의 도시들을 다시 탈환하였고 제국 서방의 방위를 든든히 하였다.

### 안티오키아의 수복
요아니스가 제국 서방의 문제에 매달려 있던 10년 동안 아나톨리아에서는 다니슈멘드가 발흥하여 소아시아의 강자로 떠올랐으며 1130년 2월 보에몽 2세의 안티오키아 공국의 군대를 격파하여 안티오키아를 점령하였다. 1130년부터 1135년까지 요아니스는 다섯 차례나 다니슈멘드를 공격했고 완벽한 승리는 아니지만 어느 정도 성과를 이루고 콘스탄티노폴리스로 개선할 수 있었다. 또한 다니슈멘드의 아미르 가지가 예상 외로 죽는 바람에 아나톨리아 회복은 더욱 쉬워졌다.
요아니스는 최근 시칠리아의 왕으로 인정받고 안티오키아에 대한 계승권을 주장하는 루지에로 2세에 대한 대비책으로 신성 로마 제국 황제 로타르 3세에게 시칠리아를 공격하게 하고 자신은 십자군 국가에 대한 원정에 나섰다. 당시 안티오키아 공국은 보에몽이 아미르 가지에게 죽은 이후 예루살렘의 보두앵 2세의 섭정으로 넘어갔다가 다시 보두앵의 어린 딸 콩스탕스와 그의 남편 레몽에게로 상속되었다. 레몽은 킬리키아를 공격했고 요아니스는 차근차근 동방 원정을 성사시켰다.
1138년 요아니스는 드디어 안티오키아까지 진격했고 결국 레몽의 항복을 받았다. 그는 레몽과 에데사의 조슬랭 2세등 십자군의 가신들과 연합하여 1138년 3월 성전 기사단을 구성했고 시리아의 이슬람에 대한 원정에 나섰으나 레몽과 조슬랭의 불신으로 원정에 성공하지 못했고 프랑크족 군대의 반감이 깊어져 결국 원정을 포기하고 돌아와야 했다.

### 마지막 원정과 죽음
수도로 돌아온 요아니스는 내정에 전념하고 다시 한 번 동방에 대한 원정에 나설 준비를 하였다. 그가 동방에서 돌아온 뒤 이슬람의 유능한 장군인 장기는 다마스쿠스를 공격했고 십자군 국가를 위축시켰다. 1142년 요아니스는 마지막 동방 원정에 나섰는데 그 해 여름 맏아들 알렉시오스와 둘째 아들 안드로니코스가 그만 병에 결려 차례로 죽고 말았다. 그래도 요아니스는 원정을 멈추지 않고 킬리키아를 거쳐 동방으로 계속 진군하여 안티오키아의 레몽에게 안티오키아를 요구했다. 레몽은 이를 거절하고 양측이 이듬해 전쟁에 들어갈 준비를 했는데 1143년 3월 요아니스는 사냥에 나섰다가 우연히 날아온 화살에 손을 맞았고 이게 패혈증으로 번졌다. 그는 죽음을 준비하면서 셋째 아들 이사키오스 대신 막내아들 마누일을 후계자로 선정하고 1143년 4월 8일 사망했다.

## 가족관계

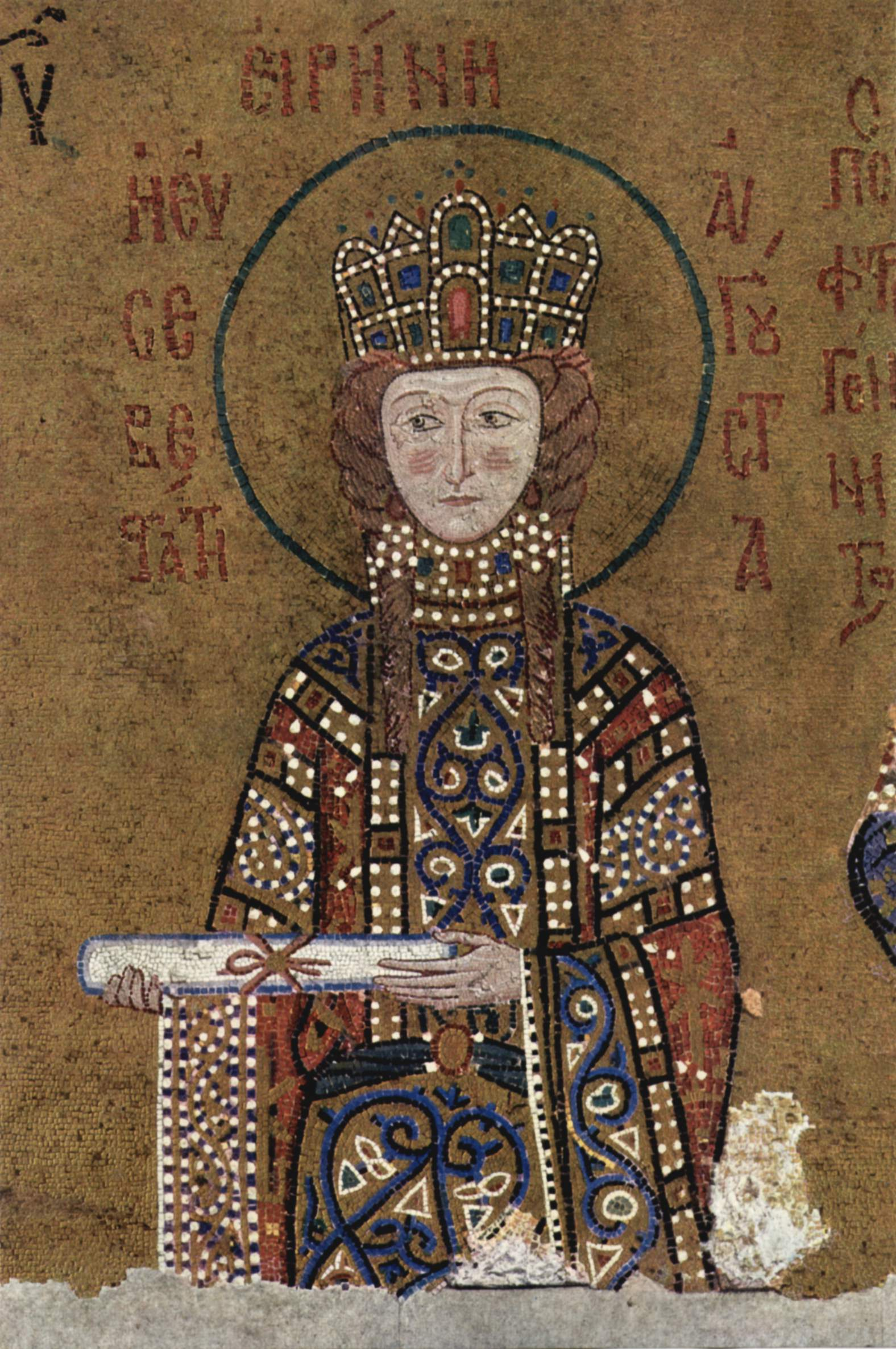
황후 이리니, 하기아 소피아의 모자이크.

요안니스는 헝가리 왕 라슬로 1세의 딸 필로스카 (나중에 그리스식으로 "이리니"로 개명함)와 1104년 결혼하였다. 황후 이리니는 1134년 8월 13일 요안니스가 동방 원정에 나서던 중에 사망했다. 두 사람 사이에는 8명의 자식이 있었다.
1. 알렉시오스 (쌍둥이), 1122년부터 1142년까지 공동 황제
2. 마리아 (알렉시오스와 쌍둥이)
3. 안드로코니코스, 형 알렉시오스가 사망한 뒤 곧바로 사망 (1142년)
4. 안나
5. 이사키오스, 1154년 사망
6. 테오도라
7. 에우도키아
8. 마누일, 아버지의 뒤를 이어 즉위함 (1180년 사망)

## 같이 보기
- 동로마 황제